# مايكل دينغسداخ
مايكل دينغسداخ (بالهولندية: Michael Dingsdag)‏ (18 أكتوبر 1982 بأمستردام في هولندا - ) هو لاعب كرة قدم هولندي في مركز الدفاع. شارك مع منتخب هولندا تحت 21 سنة لكرة القدم ومنتخب هولندا تحت 23 سنة لكرة القدم ‏. أما مع النوادي، فقد لعب مع فيتيسه آرنهم ونادي سيون ونادي غراسهوبر زيوريخ ونادي هيرنفين وناك بريدا.

## وصلات خارجية
- مايكل دينغسداخ على موقع قاعدة بيانات كرة القدم.إي يو (الإنجليزية)
- مايكل دينغسداخ على موقع Soccerway.com (الإنجليزية)